# Emilio Guzman
Emilio Rafael Guzman (Las Palmas, 22 maart 1981) is een Nederlands stand-upcomedian en cabaretier. 

## Biografie
Hij is de zoon van een Spaanse vader en een Nederlandse moeder, en de jongere broer van cabaretier Javier Guzman. Samen met zijn moeder en Javier emigreerde hij op zijn derde naar het Nederlandse Ouderkerk aan den IJssel. Na het behalen van zijn vwo studeerde hij Moderne Nederlandse Letterkunde. Sinds 2003 is hij een vast lid van Comedytrain en tevens is hij de stem van het tekenfilmpersonage Ffukkie Slim. Guzman schreef mede de televisieserie In Den Gulden Draeck en speelde daarin een rol.

## Carrière
In 2010 stond Guzman in de finale van het Leids Cabaret Festival, waar hij de publieksprijs won. Hij sprak in 2012 de stem van Twigs in voor de animatieserie Tree fu tom. In 2014 won hij de Neerlands Hoop-cabaretprijs voor zijn voorstelling Een Dunne Dekmantel.
Naast zijn cabaretvoorstellingen schrijft Guzman teksten voor radio- en tv-programma's, waaronder het satirsche sketchprogramma Klikbeet van omroep NTR, Zondag met Lubach, De Avondshow met Arjen Lubach, Even tot hier en columns voor Spijkers met koppen op NPO Radio 2. Guzman is aangesloten bij Breijwerk Impresariaat & Management. Guzman nam in 2018 deel aan Wie is de Mol? In het Sinterklaasjournaal van 2020 speelt hij als Bernard het stoute Kind, dat 40 jaar geleden in de zak mee is genomen naar Spanje.
Samen met Thijs van Domburg schreef hij de fantasy-comedyserie In Den Gulden Draeck, die in 2014 twee seizoenen te zien was op Humor TV. Naast schrijven heeft Guzman een vaste rol in de serie, namelijk Jörgen de Jörgen uit Jörgen; de nuchtere denker van het gezelschap met oranje huid. Vanaf 22 maart 2023 is de serie bij Amazon Prime Video te zien onder de naam Panduloria.

### NERDS!
Samen met zijn collega en goede vriend Thijs van Domburg brengt hij in 2019 het boek 'NERDS!' uit. Hierin proberen ze de nerd in het algemeen te definiëren en maken ze de lezer bekend met de belevingswereld van nerds, door middel van verschillende voorbeelden. Het boek wordt uitgegeven door uitgeverij Nijgh & Van Ditmar.

## Cabaretprogramma's
- 2011–2013: Doen en Laten
- 2013–2015: Een Dunne Dekmantel
- 2015–2017: Alle Mensen Verzamelen
- 2017–2019: Kom dan!